# Малая Струговая
Малая Струговая — река в России, протекает в Омутнинском районе Кировской области. Устье реки находится в 10 км по левому берегу реки Струговая. Длина реки составляет 11 км.
Исток реки на Верхнекамской возвышенности около посёлка Струговский (Шахровское сельское поселение). Течёт на северо-восток, приток — Становая (левый). Населённых пунктов на реке нет, впадает в Струговую в 6 км к востоку от посёлка Шахровка (центр Шахровского сельского поселения) и в 13 км к юго-востоку от города Омутнинск.

## Данные водного реестра
По данным государственного водного реестра России относится к Камскому бассейновому округу, водохозяйственный участок реки — Вятка от истока до города Киров, без реки Чепца, речной подбассейн реки — Вятка. Речной бассейн реки — Кама.
По данным геоинформационной системы водохозяйственного районирования территории РФ, подготовленной Федеральным агентством водных ресурсов:
- Код водного объекта в государственном водном реестре — 10010300212111100029799
- Код по гидрологической изученности (ГИ) — 111102979
- Код бассейна — 10.01.03.002
- Номер тома по ГИ — 11
- Выпуск по ГИ — 1